# Луреј (Канзас)
Луреј (енгл. Luray) град је у америчкој савезној држави Канзас.

## Демографија
По попису из 2010. године број становника је 194, што је 9 (-4,4%) становника мање него 2000. године.
| Група             | 2000.       | 2010.       |
| Белци             | 197 (97,0%) | 187 (96,4%) |
| Афроамериканци    | 0 (0,0%)    | 0 (0,0%)    |
| Азијати           | 0 (0,0%)    | 0 (0,0%)    |
| Хиспаноамериканци | 1 (0,5%)    | 3 (1,5%)    |
| Укупно            | 203         | 194         |